# مونيكا لينكيتيه
مونيكا لينكيتيه (بالليتوانية: Monika Linkytė) (ولدت في 3 يونيو عام 1992) هي المغنية الليتوانية التي مثلت ليتوانيا في مسابقة الأغنية الأوروبية عام 2015 ، مع المغني فادياز باميلا في أغنية «هذه المرة» "This Time"
وستمثلها مرة أخرى في عام 2023 بأغنية "Stay". كما مثلت ليتوانيا في «الموجة الجديدة 2014». وقد حاولت لينكيتيه سابقاً تمثيل ليتوانيا في مسابقة الأغنية الأوروبية في عام 2010، 2011، 2012، 2013، 2014 وفي جديد مسابقة الأغنية الأوروبية في عام 2007.

## روابط خارجية
- مونيكا لينكايت على موقع IMDb (الإنجليزية)
- مونيكا لينكايت على موقع ميوزك برينز (الإنجليزية)
- مونيكا لينكايت على موقع أول ميوزيك (الإنجليزية)
- مونيكا لينكايت على موقع ديسكوغز (الإنجليزية)